# Annona dioica
Annona dioica este o specie de plante angiosperme din genul Annona, familia Annonaceae, descrisă de A. St.-hil.. Conform Catalogue of Life specia Annona dioica nu are subspecii cunoscute.